# Miroslavholub (planetka)
(7496) Miroslavholub je planetka obíhající v hlavním pásu planetek mezi Marsem a Jupiterem.

## Název
Planetka získala své jméno po českém imunologovi, prozaikovi, překladateli, ale především básníkovi MUDr. Miroslavu Holubovi, DrSc. Pojmenování planetky Miroslavholub je publikováno v katalogu Minor Planet Circulars No. 33387, kde je zmíněna jak vědecká, tak i umělecká činnost doktora Holuba.

## Historie a charakteristiky
Dne 10. prosince 1998 bylo Mezinárodní astronomickou unií oficiálně schváleno pojmenování nové planetky s pořadovým číslem 7496, kterou objevil Miloš Tichý 27. listopadu 1995 z Hvězdárny na Kleti.
Její předběžná označení bylo 1995 WN6. Planetka je oběžnicí Slunce v prostoru mezi Marsem a Jupiterem, Její dráha má větší výstřednost než typická tělesa hlavního pásu planetek. Velká poloosa dráhy je dlouhá 3,1 astronomické jednotky, excentricita má hodnotu 0,34, sklon dráhy k rovině ekliptiky je 15°, oběžná doba 5,47 pozemského roku a velikost planetky činí cca 15 kilometrů.